# 大昌镇
大昌镇，是中国重庆市巫山县下辖的一个镇，位于巫山县北部，北距县城90公里，与陕西省和湖北省接壤。
大昌镇全镇面积188.33平方公里，人口4.7万人，下辖4个社区居委会和29个行政村。大宁河和马渡河为镇内主要河流和风景区。该镇是三峡水库重点的移民安置镇之一。

## 行政区划
大昌镇辖有4个社区及29个行政村,分别为：
- 社区：灯盏窝、邓家岭、马家堡、西包岭。
- 行政村：凤凰村、龙早村、光明村、洋溪村、双胜村、洋河、龙塘、大昌村、兴隆村、兴胜村、毛坪村、公平、白果、白洋、官庄、七里、兴旺、长胜、营盘、宁河、自力、黄林、马渡、民寨、槐花村、樟树、明阳、上马村、太阳、石里。